# Francesco Saverio Salfi
Francesco Saverio Salfi (1759-1832) est un écrivain, librettiste et homme politique italien.
Né à Cosenza, il devient prêtre et est remarqué jeune par son habileté à composer des vers. Il se montre grand partisan de la Révolution française et fait bon accueil à Latouche-Tréville lors de son entrée à Naples en 1792.
Il s'enfuit en 1794 à Gênes où quitte l'habit ecclésiastique, puis à Milan où il se consacre au théâtre.
Il retourne à Naples avec les armées de Championnet en 1798 et devient secrétaire général du gouvernement de la République parthénopéenne établi par les Français. Réfugié en France en 1799, il revient en Italie après la bataille de Marengo où il enseigne à l’Académie de Brera l'histoire et la philosophie, puis la diplomatie et le droit public.
Il se retire définitivement en France en 1815.

## Œuvres
En italien
- Morte di Ugo Bassville, poème à la gloire de Nicolas-Jean Hugou de Bassville, Milan, 1796 ;
- Iramo, poème, Milan, 1807 ;
- Elogio di Antonio Serra primo scrittore di economia civile, Milan, 1802 ;
- Elogio di Bernardino Telesio, Cosenza, 1838 ;
- Elogio di Gaetano Filangieri, Naples, 1866 ;
- Pausania, tragédie, Milan, 1791 ;
- Idomeneo, tragédie, Naples, 1792 ;
- Corradino, tragédie ;
- Il general Colli in Roma, pantomime, Milan, 1797 ;
- Virginia bresciana, tragédie, Brescia, 1797-1798 ;
- Saule, livret, musique de Gaetano Andreozzi, Naples, 1794 ;
- Clitennestra, livret, musique de Nicola Zingarelli, Milan, 1801 ;
- Intorno gli storici greci, latini ed italiani, discours, Naples, 1834 ;
- Compendio dell'istoria della letteratura italiana, Turin, 1833 ;
- Della influenza della storia, discours, Naples, 1815 ;
- Della utilità della Franca Massoneria sotto il rapporto filantropico e morale, discours, Florence, 1811 ;
- Dello uso dell'istoria massime nelle cose politiche, leçon, Milan, 1807 ;
- Ristretto della storia della letteratura italiana, Naples, 1809.

En français
- L'Italie au dix-neuvième siècle, 1821 ;
- Continuation de l'histoire littéraire de Ginguené, 1823 ;
- Résumé de l'histoire de la littérature italienne, 1826